# 匍根早熟禾
匍根早熟禾（学名：Poa radula）为禾本科早熟禾属下的一个种。